# Хенри Винклер
Хенри Френклин Винклер (енгл. Henry Franklin Winkler; рођен 30. октобра 1945, Њујорк, Њујорк), амерички је позоришни, филмски и ТВ глумац, филмски редитељ, продуцент и сценариста.
Винклер је најпознатији по улози Фонзија у америчком ситкому Срећни дани из 1970-их. Фонз, грисер и аутомеханичар, почео је као споредан лик, али је до краја серије постао један од главних ликова.
Појавио се и у филмовима Ноћна смена (1982), Врисак (1996), Водоноша (1998), Клик (2006), Не качи се са Зоханом (2008), Професор тешке категорије (2012), Сенди Векслер (2017), као и у ТВ серији Ометени у развоју.